# Pulicaria canariensis
Espèce
Pulicaria canariensis est une espèce de plantes à fleurs de la famille des Asteraceae originaire des îles Canaries.

## Nom vernaculaire
En espagnolː Pulicaria purpuraria

## Sous-espèces
- Pulicaria canariensis Bolle ssp canariensis[1].
- Pulicaria canariensis Bolle ssp.lanata [2].

## Description
Les fleurs sont groupées en grands capitules (3 centimètres de diamètre) de couleur jaune, s'épanouissant en avril-mai.

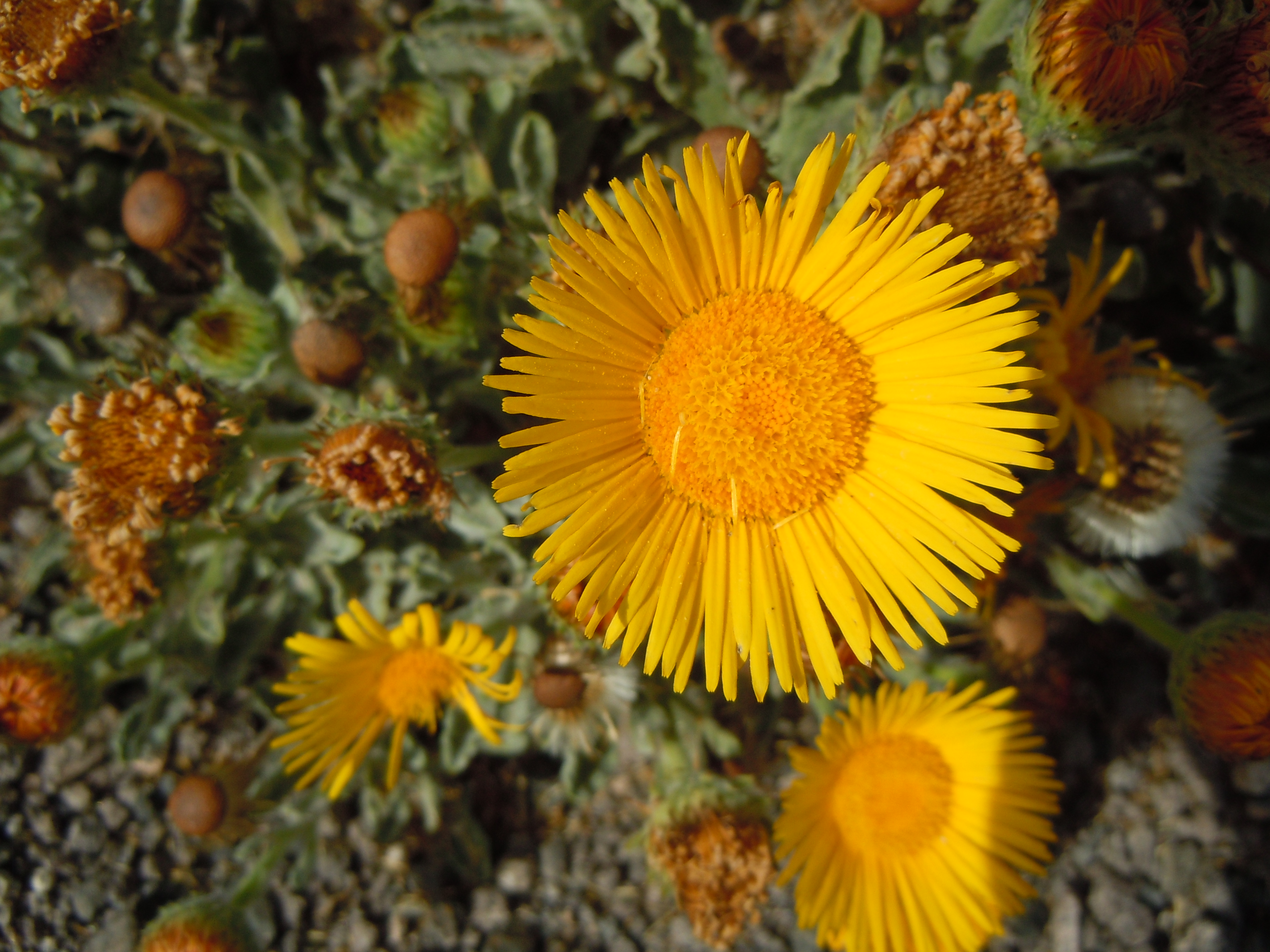
Détail d'un capitule.

## Habitat
Sur les rochers anciens, en bordure d'océan.

## Répartition
Endémique à Lanzarote et Fuerteventura.